# DC–4
A DC–4 a Douglas négymotoros légcsavaros utasszállító repülőgépe. A DC–4-essel kezdődött az egész világot átszövő légi útvonalhálózat kialakítása. A légitársaságok a típussal első ízben kaptak lehetőséget, hogy menetrend szerint repüljék át az óceánt és interkontinentális összeköttetést létesítsenek. Jóllehet ennek a négymotoros forgalmi gépnek a tervezése és építése még a második világháború elején kezdődött, a DC–4 mégis a háború utáni idők légiforgalmának lett jelentős úttörője.

## Története
A polgári gépként tervezett DC–4 1942-ben C-54 katonai jelzéssel emelkedett először a levegőbe. A szándék, hogy új és a korábbiaknál sokkal nagyobb utasszállító gépet adjanak a légiforgalomnak, késést szenvedett a második világháború miatt. A C-54-esek gyártási kapacitását lekötötték a katonai megrendelések, és ez a helyzet csak 1945 után változott. A katonai igények csökkentek, és a Douglas 79 polgári DC–4-est gyárthatott. Ezek a példányok és a légitársaságoknak átadott C-54-esek világszerte fontos szerepet játszottak a nagy hatótávolságú utas- és teherszállításban. A korszerűbb, túlnyomásos kabinú utasgépek megszületéséig a DC–4 volt számtalan légitársaság zászlóshajója. A DC–4 számos változatához tartoznak a kanadai Canadairnél gyártott, Rolls-Royce motoros Argonaut nevű gépek. A katonai és polgári gépek egyaránt részt vettek az 1948-49 közötti berlini légihídban. A DC–4-esek a nagy hatótávolságú repüléseken különösen megbízhatóan viselkedtek. Nem voltak ugyan összehasonlíthatóak a DC-6-ossal vagy a Constellationnel, de a kisebb légitársaságoknál még hosszú évtizedekig alkalmazásban álltak.

## Jellegzetességek
- A DC–4-essel a New York–Los Angeles repülőút 14 és fél órára csökkent
- A Canadair egy DC–4-est C-5 jelzéssel, R-2800 csillagmotorokkal gyártott.
- A bolíviai La Pazban a nagy magasság miatt a felszálláskor az amerikai Braniff légitársaság startrakétákat használt a JATO nevű rendszerben.
- A DC–4 prototípusa, egy C-54, 1942. február 14-én szállt fel először.
- Néhány amerikai légitársaság a DC–4 kerek ablakai köré szögletes kereteket festetett, hogy gépük a DC-6-osra hasonlítson.
- Az első, polgári DC–4-eseket az American Airlines, az Eastern Airlines és az United Airlines rendelte meg.

## Műszaki adatok (DC–4–1009)

### Általános jellemzők
- Típus: nagy hatótávolságú utasszállító repülőgép
- Személyzet: 5 fő

- Utasférőhely: 44 fő

### Geometriai méretek és tömegadatok
- Fesztávolság: 35,81 m
- Hossz: 28,60 m
- Magasság: 8,38 m
- Szárnyfelület: 135,63 m²
- Üres tömeg: 19 640 kg
- Normál felszálló tömeg: 28 800 kg
- Maximális felszálló tömeg: 33 100 kg

### Motorok
- Motorok száma: 4 db
- Típusa:   Pratt & Whitney R–2000–2SD13G Twin Wasp csillagmotor
- Maximális (felszálló) teljesítmény: 1081 kW (1470 LE)

### Repülési jellemzők
- Legnagyobb sebesség: 451 km/h (4265 m-en)
- Utazósebesség: 365 km/h (3050 m-en)
- Hatótávolság: 4023 km
- Csúcsmagasság: 6800 m

## Külső hivatkozások
- A DC–4 az egykori gyártó utódának, a Boeing Mc Donell Douglas vállalat honlapján (angolul)